# Nagyoroszi
Nagyoroszi (szlovákul: Veľké Orosovce vagy Ruskinovce) község Nógrád vármegyében, a Rétsági járásban.

## Fekvése
A Börzsöny északkeleti lábánál fekszik.
A szomszédos települések: észak felől Ipolyvece, északkelet felől Patak, kelet felől Horpács, délkelet felől Borsosberény, délnyugat felől Diósjenő, nyugat felől Kemence és Bernecebaráti, északnyugat felől pedig Drégelypalánk. Csak kevés híja van annak, hogy nem határos nyugat-északnyugat felől még Honttal is.

### Megközelítése
Legfontosabb közúti megközelítési útvonala a 2-es főút, ezen érhető el Budapest és az ország távolabbi részei felől éppúgy, mint Szlovákia irányából is. Dejtárral (Patak érintésével) a 2201-es út köti össze.
A hazai vasútvonalak közül a Vác–Balassagyarmat-vasútvonal érinti, melynek két megállási pontja is van itt. Nagyoroszi vasútállomás a belterület déli részén helyezkedik el, közvetlenül a 2-es főút mellett, Drégelyvár megállóhely pedig a belterület északnyugati szélénél, utóbbit csak önkormányzati utakon lehet megközelíteni.

## Szomszédos települések
Patak, Horpács, Borsosberény, Drégelypalánk

## Története
Nagyoroszi az ország egyik legrégebbi települése. Könyves Kálmán (1096–1116) galíciai és lodomériai oroszokat telepített le a településen. A település innen kapta a nevét; kezdetben Oroszfalunak nevezték. Lakói már az Árpád-korban királyi testőrök, valamint a palota és a vár ajtónállói voltak Visegrádon. Már alapításakor mezővárosi rangot jelentő kiváltságokat szerzett a település, melyeket évszázadokon keresztül sikerült is megőriznie.
1544-ben Visegrád elfoglalása után a törökök, mikor Nógrád várát ostrom alá vették, itt ütöttek tábort. E vár elfoglalása után Nagyoroszi is behódolt a töröknek. 1552 nyarán, Ali basa Drégely várát is ostrom alá vette, ekkor ismét megszállták a törökök, aminek emlékét a Bég kútja és a Táborárok őrzi. Ez utóbbi helyen húzódtak meg a törökök, a Bég kútja helyén pedig Ali basa sátra állt és a kutat is ő ásatta.
1552-ben a határbeli Kecskehegyről támadták meg a törökök Drégely várát.
1563-ban 110, 1579-ben 63 adóköteles háza volt a településnek.
A mohácsi vész utáni korszakban is több ízben nyert kiváltságleveleket; így 1528-ban I. Ferdinánd királytól, 1610-ben II. Mátyástól és 1631-ben II. Ferdinánd királytól.
A török hódoltság után, 1688-ban, I. Lipót király a lakosokat összes kiváltságaikban megerősítette, ősi birtokaikban is meghagyta őket, 1692-ben pedig a katonatartás és más hasonló kötelezettségek alól is felmentette őket.
1700-ban I. Lipót király Vaichard Jánosnak, Konczin (vagy Konieschin, ma Koněšín) grófjának adományozta a települést, de a birtokba-iktatás, az ősi kiváltságaira féltékeny lakosság tiltakozása következtében, nem volt megtartható. Gróf Konzin 1713-ban, örökös hátrahagyása nélkül történt halála után gróf Starhemberg Tamás nyert rá királyi adományt. A lakosok tiltakoztak ugyan az ellen, hogy jobbágysorsra jussanak, de az 1770 évi úrbéri rendezés alkalmával mégis már gróf Starhemberg szerepelt a község földesuraként. 1790-ben a helység zálogjogon gróf Keglevich Károly örököseire szállt, a lakosok pert indítottak a földesuraság ellen, a per még 1826-ban is folyt. A 19. század közepén az uradalom a gróf Berchtold családra szállt és az 1900-as évek elején is gróf Berchtold Miklós volt a legnagyobb birtokosa, akinek itteni kastélyát még a Starhembergek építtették, majd gróf Berchtold Rikárd 1856-ban átalakíttatta, gróf Berchtold Miklós pedig 1879-ben kibővíttette. (A kastélyban körülbelül 500 kötetes könyvtár is volt, valamint régi és új festmények olasz és angol mesterektől, antik bútorok Malmaisonból, I. Napóleontól származó 4 kandeláber is). A Berchtoldok egészen 1945-ig voltak tulajdonosok Nagyorosziban, és birtokukat a 20. század elejére 5000 holdas jól működő gazdasággá fejlesztették.
1720 május 17-én a helység országos vásárok tartására is szabadalmat nyert.
1849 január 11-én a község határában kisebb összecsapás volt Görgeinek Ipolyság felé húzódó utócsapata és a császáriak között.
1904-ben piactéri népgyűlés döntött a helyi építőmunkás szakszervezeti csoport megalakításáról. A nagyoroszi szakegylet épületét 1914-ben avatták fel.
A vasútvonal 1909-ben készült el.
1950–2004 között a településen működött a Csapatlégvédelmi Kiképző Központ, ennek kiszolgálására épült a falu központjában a lakótelep.

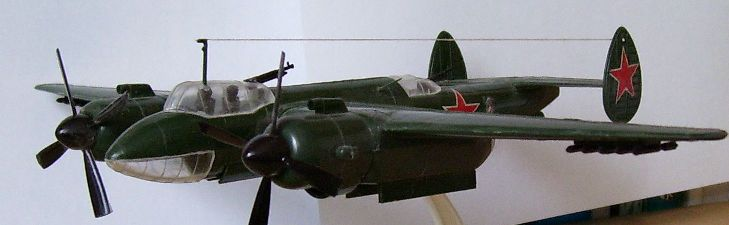
Tu-2 bombázó repülőgép

1955. május 31-én célzsák vontatás közben a falu szélén lezuhant egy Tu-2-es bombázó repülőgép, személyzete szörnyethalt. Mivel ez már a második hasonló jellegű baleset volt Tu-2-esnél, ezért azonnal repülési tilalmat és részletes vizsgálatot rendeltek el a géptípusra. Az 50-es évek légkörére jellemző módon először szabotázsra gyanakodtak, de a vizsgálat megállapította, hogy a gépek konstrukciós hibája okozta a baleseteket, ugyanis a szárnyak és a vezérsíkok felerősítési pontjain anyagkifáradás jelei mutatkoztak a repülőkön. Mivel az összes Tu-2 kijavítása túl költséges lett volna, ezért mind a 71 darab repülőgépet kivonták a hadrendből és leselejtezték.

## Közélete

### Polgármesterei
- 1990–1994: Hornyák Endre (független)[4]
- 1994–1998: Hornyák Endre (független)[5]
- 1998–2002: Hornyák Endre (független)[6]
- 2002–2006: Hornyák Endre Mihály (független)[7]
- 2006–2010: Hornyák Endre (független)[8]
- 2010–2014: Gönczöl József (Fidesz–KDNP)[9]
- 2014–2019: Gönczöl József (Fidesz–KDNP)[10]
- 2019–2024: Babicska Károly (független)[11]
- 2024– : Babicska Károly (független)[1]

## Népesség
A település népességének változása:
| Lakosok száma | 2143 | 2142 | 2118 | 2143 | 1869 | 1961 | 1894 |
|               | 2013 | 2014 | 2015 | 2021 | 2022 | 2023 | 2024 |

2001-ben a település lakosságának 96%-a magyar, 3%-a cigány és 1%-a egyéb (főleg német és szlovák) nemzetiségűnek vallotta magát.
A 2011-es népszámlálás során a lakosok 85,1%-a magyarnak, 1,4% cigánynak, 0,9% németnek, 0,2% románnak, 0,4% szlováknak mondta magát (14,8% nem nyilatkozott; a kettős identitások miatt a végösszeg nagyobb lehet 100%-nál). A vallási megoszlás a következő volt: római katolikus 54,8%, református 3,2%, evangélikus 1%, görögkatolikus 0,4%, felekezeten kívüli 13,1% (26,9% nem nyilatkozott).
2022-ben a lakosság 90,2%-a vallotta magát magyarnak, 2,8% cigánynak, 0,3% szlováknak, 0,2% románnak, 0,2% lengyelnek, 0,1-0,1% horvátnak, görögnek, németnek, bolgárnak, ruszinnak és ukránnak, 2,6% egyéb, nem hazai nemzetiségűnek (9,4% nem nyilatkozott; a kettős identitások miatt a végösszeg nagyobb lehet 100%-nál). Vallásuk szerint 41,3% volt római katolikus, 2,5% református, 0,9% evangélikus, 0,3% görög katolikus, 0,1% izraelita, 0,1% ortodox, 0,4% egyéb keresztény, 1,1% egyéb katolikus, 9,5% felekezeten kívüli (43,6% nem válaszolt).

## Turizmus
Nagyoroszi tagja a Sugárkankalin Turisztikai Egyesületnek, melynek célja térség turizmusának fejlesztése, és természeti értékeinek bemutatása. A község a Palóc út egyik állomása is.

## Látnivalói
- Szentháromság-szobor

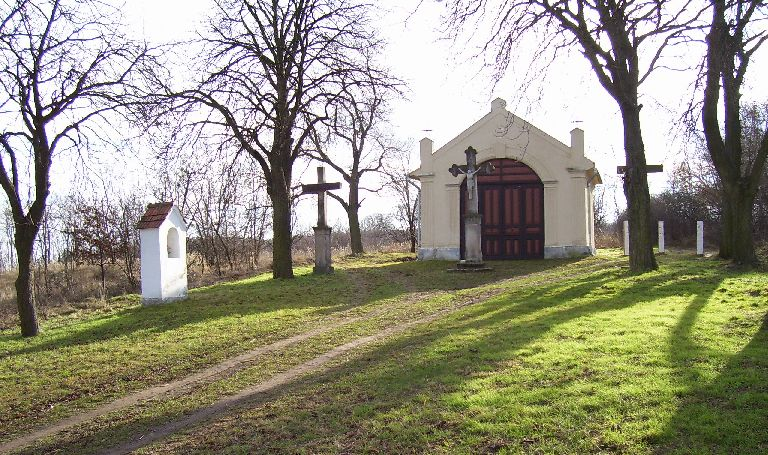
Kálvária

1844-ben készítették az egykori templom helyén, mely 1764-ben leégett. A Szabadság téren áll a mai templommal szemben.
- Római katolikus templom

Az 1764-ben leégett templom utódául építették 1765 és 1768 között. Stílusa barokk, szerkezete egyhajós, a templomban klasszicista oltár található.
- Wenckheim-vadászkastély
- Kálvária
- Starhemberg–Berchtold-kastély
- Drégelyvár
- Berchtold Miklós 1905-ben épített, majd kibővített romantikus vadászkastélya a Börzsönyben

## Nevezetes személyek
- Itt született 1818-ban Kuppis Vilmos gazdatiszt és vármegyei hivatalnok, Petőfi Sándor barátja.
- Itt született 1923-ban Réti Zoltán festő, grafikus.

## Külső hivatkozások
- Nagyoroszi honlapja
- Nagyoroszi az utazom.com honlapján
- Nagyoroszi az Ipoly-menti Palócok Honlapján